# 生殖隔离

果蠅的生殖隔離實驗。同一族群的果蠅分成兩組，一組餵食澱粉類食物，另一組餵食麥芽糖類食物。在經過多代繁殖後，將兩組果蠅混合，結果觀察到兩組果蠅不會雜交。

生殖隔离，又稱生殖屏障，在生物学上通常指由于生殖方面的原因，即使地緣关系相近，但物種不同的类群之间不能互相交配，或不易交配成功的隔离机制。一般来讲生殖隔离用以定義物种，不具有生殖隔离的两个个体则以最多以亚种加以区分，生殖隔離的演化即是物種形成。
生殖隔離可以依其機制發生的時間點在交配之前或之後，或形成配子之前或之後，分為交配前隔離、交配後隔離，或合子前隔離、合子後隔離。Coyne和Orr的研究指出，合子前隔離可以在兩個族群差異不大時就演化出來，合子後隔離則隨基因差異增加而增加；除此之外，交配前隔離在同域種化時較快演化出來。

## 交配前隔離
如果兩個族群因解剖構造無法交配，或在行為上不互相交配，是為交配前隔離。例如螺的左右旋可以由簡單的基因差異產生，而不同方向的螺往往無法交配，而形成種化。另一個例子是17年蟬的部份族群演化成13年蟬，因為活動時間的不同而失去交配的機會，成為兩個不同的物種。
其中可以再細分成四種體機制包括: 棲地隔離（Habitat isolation）、時間隔離（Temporal isolation）、行為隔離（Behavioral isolation）、構造隔離等等。
再加強（reinforcement）是形成交配前隔離的一個重要的機制。當兩個族群的雜交後代因為外在的分裂選擇或內部的配子後隔離而缺乏存活率或生育力時，相較於繼續跨族群雜交並生育這些混種後代，在族群內選型交配生育純種後代是比較有利的行為。因此兩個族群會各自演化出只和自己族群交配的行為，形成交配前生殖隔離。選型交配也會造成性擇，進而造成性徵的快速分化。

## 交配後合子前隔離
即配子隔離（Gametic isolation），如果交配後無法形成受精卵，即為交配後合子前隔離。

## 合子後隔離
不同族群間的雜交後代如果無法存活或不孕，稱為合子後隔離。可以分為兩大類：內在隔離和外在隔離。

### 內在隔離
內在隔離指來自不同族群的基因在雜交個體會透過上位作用（Epistasis）互相干擾，造成個體無法生常發育。多布然斯基-馬勒基因不相容模型顯示，兩個族群間至少需要有兩個基因座被置換成不同的等位基因，才能在雜交時讓彼此未曾接觸過的基因首次相遇，而發生合子後生殖隔離。霍爾登氏法則指出雜交後代如果主要只有一個性別死亡或不孕時，這個性別是異配性別（性染色體是XY、ZW或X0）。造成此現象的可能原因包括性染色體上的隱性基因在異型配子上會顯現、或雄性（常常是異配性別）因為性擇的影響演化比較快。

### 外在隔離
若後代可正常發育，但不適應環境，即為外在隔離。例如在只有黑色和白色的環境中，如果黑蛾和白蛾的後代是灰色，這些雜種灰蛾會特別容易被天敵發現。外在隔離常常是因分裂選擇造成。